# Каусані
Каусані (англ. Kausani, гінді कौसानी) — місто, розташоване в окрузі Баґешвар індійського штату Уттаракханд, за 53 км на північ від Алмори на висоті 1890 м. Місто є «гірською станцією», популярним місцем відвідування туристами. З міста відкривається чудовий вид на гімалайські вершини Трісул, Нанда-Деві і Панччулі. Місто стоїть на хребті між долинами Сомешвар і Ґарур-Байджінатх, його оточують щільні соснові ліси. Сам Махатма Ганді відвідав місто та назвав його «Індійською Швейцарією» за схожий ландшафт.
| Індія | Це незавершена стаття з географії Індії. Ви можете допомогти проєкту, виправивши або дописавши її. |